# إيما راي
إيما راي (بالإنجليزية: Emma Wray)‏ هي ممثلة بريطانية، ولدت في 22 مارس 1965 في بيركنهيد ‏ في المملكة المتحدة.

## وصلات خارجية
- إيما راي على موقع IMDb (الإنجليزية)
- إيما راي على موقع أول موفي (الإنجليزية)
- إيما راي على موقع قاعدة بيانات الفيلم (الإنجليزية)
- إيما راي على موقع كينوبويسك (الروسية)